# ویروس کمکی
ویروس کمکی (به انگلیسی Helper Virus) ویروسی است که موقع تولید کپی‌هایی از یک وکتور ویروسی وابسته به کمکی که خود قابلیت همانندسازی ژنوم را به تنهایی ندارد، استفاده می‌شود، ویروس کمکی با تهیه آنزیم‌های مورد نیاز برای همانندسازی ژنوم وکتور به بیماری‌زایی سلول‌ها کمک می‌کند.
ویروس هپاتیت بی (HBV) مثالی از یک ویروس کمکی می‌باشد که به ویروس هپاتیت دی (HDV) برای همانندسازی کمک می‌کند. HDV به آنتی‌ژن‌های سطحی HBV برای تشکیل کپسید پیرامون ژنوم خود نیاز دارد.